# Phaonia flavibasis
Phaonia flavibasis este o specie de muște din genul Phaonia, familia Muscidae, descrisă de Malloch în anul 1919. Conform Catalogue of Life specia Phaonia flavibasis nu are subspecii cunoscute.